# Carta de sujeción
Una carta de sujeción era un documento donde los interesados en pertenecer a la organización terrorista peruana Partido Comunista del Perú-Sendero Luminoso firmaban su adhesión al Partido y su lealtad al líder, Abimael Guzmán, o los que ya pertenecían reafirmaban su compromiso a la organización terrorista y su Comité Central. A través de las cartas de sujeción, los miembros del Partido se comprometían a ejecutar las órdenes de Abimael Guzmán, captar nuevos integrantes y difundir su ideario entre las masas populares para así construir la ruta hacia el Estado socialista.
Un ejemplo de carta de sujeción es el siguiente:

Lima, 19 de enero de 1992 
Expresando en primer lugar mi saludo y firme sujeción al Pdte. Gonzalo, jefe del Partido y la Revolución, gran continuador de Marx, Lenin y el Pte. Mao Tse-Tung, garantía de triunfo hacia el comunismo, al Partido Comunista del Perú y sus sistemas de dirección, a nuestra ideología universal, el marxismo-leninismo-maoísmo pensamiento Gonzalo, saludo el equilibrio estratégico de la guerra popular, y al gran plan de construir la conquista del poder en medio de la guerra popular, reafirmando mi compromiso de dar el más alto costo que demanda la revolución, me dirijo a ustedes para informar sobre la marcha de las Trincheras de Combate de El Diario... Reitero mi compromiso de dar la vida por el Partido y la Revolución. Hugo.